# Алекситимия
Алекситими́я (от др.-греч. ἀ- — приставка с отрицательным значением, λέξις — слово, θυμός — чувство, дословно — «без слов для чувств») — затруднения в понимании, передаче, словесном описании своего состояния.
Может выступать характеристикой личности, включающей следующие особенности:
- затруднение в определении и описании (вербализации) собственных эмоций и эмоций других людей;
- затруднение в различении эмоций и телесных ощущений;
- снижение способности к символизации, в частности к фантазии;
- фокусирование преимущественно на внешних событиях, в ущерб внутренним переживаниям;
- склонность к конкретному, утилитарному, логическому мышлению при дефиците эмоциональных реакций.

Все перечисленные особенности могут проявляться в равной степени или одна из них может преобладать.

## Описание
Алекситимия рассматривается как фактор риска психосоматических заболеваний. Эта точка зрения подтверждается клиническими исследованиями. Причины развития алекситимии неясны. Установлено, что первичная алекситимия плохо поддаётся психотерапии. В то же время, психотерапия вторичной алекситимии бывает эффективной.
Алекситимия встречается у значительной части (до 85 %) людей, страдающих расстройством аутистического спектра. Для измерения алекситимии используются диагностические интервью, шкалы самоотчётов, проективные техники.
Термин «алекситимия» предложил в 1973 году Питер Сифнеос (Peter Emmanuel Sifneos). В одной из своих работ, опубликованной ещё в 1970 году, он описал наблюдавшиеся им особенности пациентов психосоматической клиники, которые выражались в утилитарном способе мышления, тенденции к использованию действий в конфликтных и стрессовых ситуациях, обеднённой фантазиями жизни, сужении аффективного опыта и, особенно, в трудностях подыскать подходящее слово для описания своих чувств. Алекситимия буквально обозначает: «без слов для чувств» (или в близком переводе — «нет слов для названия чувств»). Напротив — гибкость в выражении своих чувств — стала одним из важных критериев для сокращения психотерапии по авторской модели Сифнеоса (психотерапия, краткосрочно провоцирующая тревогу). Термин подвергался критике, в том числе за отсутствие релевантности, однако прочно занял своё место в литературе, посвящённой психосоматическим заболеваниям, а связанная с ним концепция алекситимии приобретает всё большую популярность, что отражается в постоянно возрастающем количестве публикаций в разных странах. Разработке концепции алекситимии предшествовали более ранние наблюдения, установившие, что многие пациенты, страдающие классическими психосоматическими болезнями и характеризующиеся «инфантильной личностью», проявляют трудности в вербальном символическом выражении эмоций.

## Методики измерения алекситимии
Для определения степени выраженности алекситимии использовались различные анкеты: BIQ (опросник Бет, Израиль), АРВQ (создан на основе шкалы BIQ), SSPS (личностная шкала Sifnoes), применялась также 22-пунктовая шкала алекситимии в MMPI, но все эти способы давали весьма противоречивые данные, поэтому не нашли широкого применения в научных исследованиях.
Большее распространение получила предложенная в 1985 г. G.J. Taylor и соавторами 26-пунктовая Торонтская алекситимическая шкала (TAS). Русский вариант TAS был адаптирован в Психоневрологическом институте им. В. М. Бехтерева в 1994 году. При заполнении анкеты испытуемый характеризует себя, используя для ответов шкалу Ликерта — от «совершенно не согласен» до «совершенно согласен», при этом одна половина пунктов имеет положительный код, другая — отрицательный. Теоретическое распределение результатов возможно от 26 до 130 баллов, «алекситимичными» считают людей, набравших по TAS 74 балла и более, отсутствию алекситимии соответствует показатель менее 62 баллов. В 2000 году исследования на основе TAS показали, что от 5 до 23 % здорового взрослого населения имеют отдельные алекситимические черты.
Наблюдается тенденция к разработке более краткой шкалы на основе TAS, о чём свидетельствует создание её 20-пунктового варианта (TAS-20) в 1994 году. В этой шкале все сводится к оценке трёх основных сторон алекситимии — трудности идентификации чувств, вербализации чувств и степени фокусирования на внешних событиях. Многочисленные исследования с применением TAS-20 доказали стабильность, надёжность и валидность её факторной структуры и соответственно получаемых результатов, что свидетельствует о её научной и практической ценности. Русскоязычный вариант был представлен и валидизирован в 2010 году. На момент 2020 года TAS-20 переведена более чем на 28 языков и является наиболее часто используемой шкалой для измерения алекситимии. Согласно исследованиям на основе TAS-20 алекситимия встречается приблизительно у 10% всего населения.

### Книги
- Taylor G. J., Bagby R. M., Parker J. D. A. Disorders of affect regulation: Alexithymia in medical and psychiatric illness (англ.). — Cambridge University Press, 1997. — ISBN 978-0-521-45610-4. — doi:10.1017/CBO9780511526831. Архивировано 14 июня 2025 года.
- Практическая психодиагностика. Методики и тесты: учебное пособие / ред.-сост. Райгородский Д. Я.. — Самара: Издательский дом «БАХРАХ-М», 2001. — 672 с. — ISBN 5-89570-005-5, ББК 88.3П, П69.
- Ересько Д. Б., Исурина Г. Л., Кайдановская Е. В. и др. Алекситимия и методы ее определения при пограничных психосоматических расстройствах: пособие для психологов и врачей. — СПб.: Санкт-Петербургский научно-исследовательский психоневрологический институт им. В.М. Бехтерева, 2005. — 25 с.
- Клиническая психология: Учебник для вузов / Под ред. Б. Д. Карвасарского. — 4-е изд.. — СПб.: Питер, 2011. — 864 с. — (Учебник для вузов). — 1500 экз. — ISBN 978-5-459-00808-1, ББК 88.48я7, УДК 616.89(075), К49.

### Статьи
- Lumley M. A., Stettner L., Wehmer F. How are alexithymia and physical illness linked? A review and critique of pathways (англ.) // Journal of Psychosomatic Research. — 1996. — Vol. 41, no. 6. — P. 505–518. — doi:10.1016/s0022-3999(96)00222-x. — PMID 9032714. Архивировано 4 февраля 2025 года.
- Taylor G.J. Recent developments in alexithymia theory and research (англ.). — Can J Psychiatry[англ.], 2000. — Vol. 45, iss. 2. — P. 134—142. — ISSN 0706-7437. — doi:10.1177/070674370004500203. — PMID 10742872. Архивировано 20 мая 2023 года.
- Гаранян Н. Г., Холмогорова А. Б. Концепция алекситимии // Социальная и клиническая психиатрия. — 2003. — № 1. — С. 128–145.
- De Gucht V., Heiser W. Alexithymia and somatisation: quantitative review of the literature (англ.) // Journal of Psychosomatic Research. — 2003. — Vol. 54, no. 5. — P. 425—434. — doi:10.1016/s0022-3999(02)00467-1. — PMID 12726898.
- Lumley M.A. Alexithymia, emotional disclosure, and health: a program of research (англ.) // Journal of Personality. — 2004. — Vol. 72, no. 6. — P. 1271—1300. — doi:10.1111/j.1467-6494.2004.00297.x. — PMID 15509283.
- Хозиев Вадим Борисович, Самойлова Майя Владимировна. О психологической природе алекситимии у ханты // Северный регион: наука, образование, культура. — 2007. — № 2 (16). Архивировано 3 июня 2025 года.
- Schroeders U, Kubera F, Gnambs T. The Structure of the Toronto Alexithymia Scale (TAS-20): A Meta-Analytic Confirmatory Factor Analysis (англ.). — Assessment, 2022. — December (vol. 29, no. 8). — P. 1806—1823. — doi:10.1177/10731911211033894. — PMID 34311556. — PMC 9597132. Архивировано 19 марта 2025 года.
- Kick L, Schleicher D, Ecker A, Kandsperger S, Brunner R, Jarvers I. Alexithymia as a mediator between adverse childhood events and the development of psychopathology: a meta-analysis (англ.). — Frontiers in Psychiatry, 2024. — 1 July (vol. 15). — ISSN 1664-0640. — doi:10.3389/fpsyt.2024.1412229. — PMID 39011338. — PMC 11246998. Архивировано 10 августа 2024 года.